# Агроцибе твёрдая
Полёвка твёрдая, также полёвка неприятная, агроцибе твёрдая (лат. Agrócybe dúra), — вид грибов-базидиомицетов, входящий в род Полёвка семейства Строфариевые (Strophariaceae).
Широко распространённый в умеренной зоне Северного полушария вид, определяемый по отсутствию мучного запаха, малозаметным остаткам частного покрывала, а также, как правило, растрескивающейся с возрастом поверхности шляпки.

## Описание

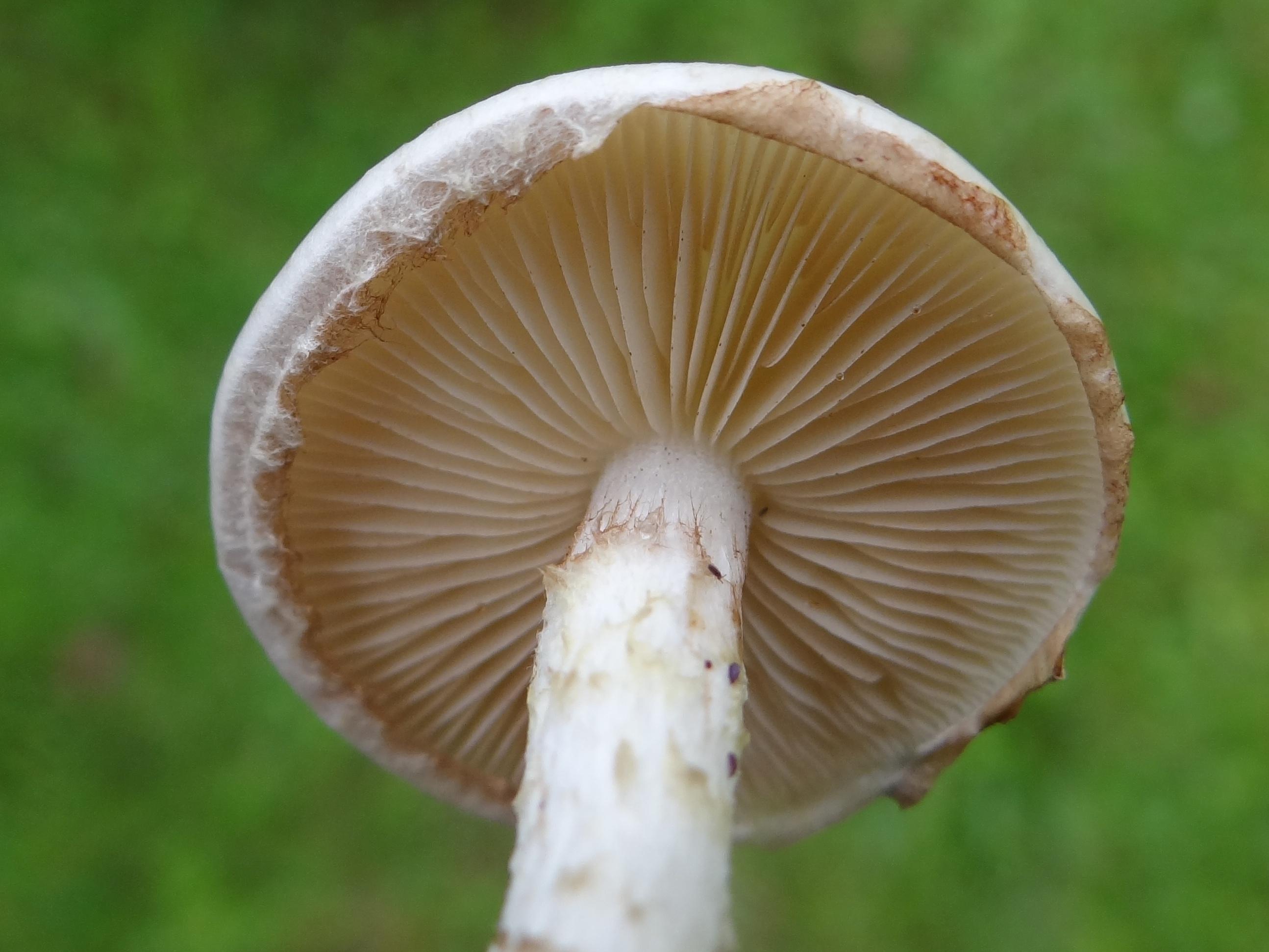

Плодовые тела шляпконожечные. Шляпка не гигрофанная, у молодых грибов полушаровидная, затем раскрывается до выпуклой, плоско-выпуклой и уплощённой, иногда в центре с остающимся неясным бугорком, 3,5—8,5 см в диаметре. Край шляпки сначала подвёрнутый, затем прямой. Поверхность бледно-желтовато-белая, беловатая, при прикосновении темнеющая до желтоватой или коричневатой, в центре более тёмная, жёлтая до жёлто-коричневой.
Гименофор пластинчатый, у молодых грибов скрыт частным покрывалом, впоследствии сохраняющимся в виде желтоватых фрагментов по краю шляпки. Пластинки в числе 40—55, с 3—7 пластиночками, сначала частые, затем более редкие, выемчато-приросшие, иногда с нисходящим зубцом, изредка узкоприросшие или свободные, иногда переплетающиеся, разветвлённые, с неправильно зубчатым или покрытым хлопьями краем, окрашены в бледно-коричневые или бледно-серые тона, затем оранжево-коричневые, по краю белые.
Ножка 4,5—9(11) см длиной и 3—9 мм толщиной, цилиндрическая или слабо булавовидно утолщающаяся к основанию, на верхушке нередко расширенная, сначала с кольцом, затем только у некоторых с его остатками, полая, над кольцом полосчатая или гладкая, под кольцом заметно волокнистая, иногда неясно чешуйчатая. Окраска ножки беловатая, желтоватая, светло-жёлто-коричневая.
Мякоть мягкая, беловатая или желтоватая, над пластинками с желатинизированным слоем, без особого запаха или со слабым грибным или редечным запахом, иногда со слабым грибным или кисловатым вкусом.
Базидии в основном четырёхспоровые, цилиндрические, 25—35×7—12 мкм. Споры продолговато-эллиптические до яйцевидных, 10,5—14×7—9×6—8 мкм.

## Значение
Съедобный гриб невысокого качества.
В 1950 году из плодовых тел полёвки твёрдой был выделен антибиотик агроцибин. Активен по отношению к грамположительным бактериям.

## Экология и ареал
Сапротроф, плодовые тела образуются одиночные или в небольших группах, на богатых антропогенно-преобразованных почвах.
Широко распространён в умеренной зоне Северного полушария (Евразия, Северной Америка).

## Синонимы
- Agaricus durus Bolton, 1788basionym
- Agaricus molestus Lasch, 1828
- Agaricus vermifluus Peck, 1897
- Agrocybe dura var. xanthophylla (Bres.) P.D.Orton, 1960
- Agrocybe molesta (Lasch) Singer, 1978
- Agrocybe vermiflua (Peck) Watling, 1976
- Dryophila dura (Bolton) Quél., 1886
- Hylophila dura (Bolton) Quél., 1888
- Pholiota dura (Bolton) P.Kumm., 1871
- Pholiota dura var. xanthophylla Bres., 1892
- Pholiota vermiflua (Peck) Sacc., 1887
- Togaria dura (Bolton) W.G.Sm., 1908